# Call Me Maybe
"Call Me Maybe" é uma canção da artista musical canadense Carly Rae Jepsen contida no seu primeiro extended play (EP), Curiosity (2012) e no seu segundo álbum de estúdio Kiss (2012). Foi lançada como primeiro single de ambos os discos em 20 de setembro de 2011. A faixa foi composta pela própria juntamente com Tavish Crowe e Josh Ramsay, sendo produzida pelo último. Musicalmente, "Call Me Maybe" é uma canção teen pop que chama influências de dance-pop e disco. Liricamente, a faixa faz alusão ao transtorno de um amor à primeira vista, de uma garota que espera um retorno de ligações a partir de uma paixão.
Liderou a tabela Canadian Hot 100, fazendo de Jepsen a quarta cantora compatriota apenas a conseguir este feito no país. Nos Estados Unidos, esteve por nove semanas seguidas no topo da Billboard Hot 100 e foi o single mais vendido de 2012 com doze milhões e quinhentos mil cópias. Hoje em dia, o single já acumula cerca de 19 milhões de cópias puras vendidas ao redor do mundo.

## Antecedentes
"Call Me Maybe" foi escrita inicialmente por Jepsen e Tavish Crowe como uma canção popular, enquanto eles estavam em excursão musical. Nos dias seguintes, ela gravou a faixa nos Umbrella Studios em Richmond, Colúmbia Britânica, Canadá. Jepsen mais tarde afirmou que a canção é "basicamente uma picareta acima. Que pessoa não quis se aproximar de alguém antes e parou, porque isso é assustador ? Eu sei que tem". "Call Me Maybe" foi lançado pela primeira vez apenas no Canadá através da 604 Records em 20 de setembro de 2011.
Em janeiro de 2012, o casal de cantores pop Justin Bieber e Selena Gomez estavam no Canadá e ouviram a faixa no rádio mainstream. Depois que ambos postaram sobre a obra em seus perfis pessoais, Jepsen imediatamente ganhou atenção internacional, e assinou contrato para com Scooter Braun da gravadora Schoolboy Records. Braun revelou que Bieber "já pulou para fora e promoveu um artista como esta antes. Ele me envia vídeos do YouTube de diferentes artistas sem contrato profissionais que ele gostaria de trabalhar, mas nunca alguém que já teve uma música e está no rádio." A distribuição mundial do single foi feita através de Interscope Records.

## Composição
"Call Me Maybe" é uma canção "otimista" que contém influências de dance-pop e R&B. Suas letras "astuciosas" descrevem a "obsessão e a inconveniência de um amor à primeira vista", segundo Bill Lamb, do About.com. Durante o refrão, é incorporado acordes de instrumento de cordas sintetizados, sob qual Jepsen canta "Ei, acabei de te conhecer e isso é loucura / Mas aqui está meu número, então, quando puder me ligue'." Melody Lau, da Rolling Stone, descreveu a música como um "encontro entre Taylor Swift e Robyn".

## Faixas e formatos
| Download digital |                 |         |  |
| N.º              | Título          | Duração |  |
| 1.               | "Call Me Maybe" | 3:13    |  |

| Extended play (EP) digital |                                |         |  |
| N.º                        | Título                         | Duração |  |
| 1.                         | "Call Me Maybe"                | 3:13    |  |
| 2.                         | "Both Sides Now"               | 3:53    |  |
| 3.                         | "Talk to Me"                   | 2:50    |  |
| 4.                         | "Call Me Maybe" (instrumental) | 3:13    |  |

| CD single |                  |         |  |
| N.º       | Título           | Duração |  |
| 1.        | "Call Me Maybe"  | 3:13    |  |
| 2.        | "Both Sides Now" | 3:53    |  |

| Extended play (EP) de remixes |                                                   |         |  |
| N.º                           | Título                                            | Duração |  |
| 1.                            | "Call Me Maybe" (Manhattan Clique Remix)          | 5:56    |  |
| 2.                            | "Call Me Maybe" (Almighty Club Mix)               | 6:58    |  |
| 3.                            | "Call Me Maybe" (10 Kings .VS. Ollie Green Remix) | 3:08    |  |
| 4.                            | "Call Me Maybe" (Coyote Kisses Remix)             | 4:46    |  |